# Марко Авельянеда
Ма́рко Мануе́ль Авельяне́да (ісп. Marco Manuel Avellaneda; 18 червня 1813 — 3 жовтня 1841) — аргентинський політичний діяч. За освітою юрист.

## Біографія
Брав участь у збройній боротьбі проти поміщицько-клерикальної диктатури Х. М. Росаса. З 23 травня по 14 листопада 1841 року займав посаду губернатора провінції Тукуман. Після поразки в бою при Фамайльє в 1841 році був схоплений і розстріляний. Автор конституції провінції Тукуман та низки поетичних творів. Батько Ніколаса Авельянеди. Похований на кладовищі Реколета у Буенос-Айресі.